# Lanio (geslacht)
Lanio is een geslacht van zangvogels uit de familie Thraupidae.

## Soorten
Het geslacht kent de volgende soorten:
- Lanio aurantius  – Zwartkeelklauwiertangare
- Lanio fulvus  – Bruine klauwiertangare
- Lanio leucothorax  – Witkeelklauwiertangare
- Lanio versicolor  – Witvleugelklauwiertangare